# 卢万河畔莫雷
卢万河畔莫雷（法語：Moret-sur-Loing，法語發音：[mɔʁɛ syʁ lwɛ̃]）是法国塞纳-马恩省的一个旧市镇，属于枫丹白露区。2015年，卢万河畔莫雷与市镇埃屈埃勒合并为新市镇奥尔瓦讷。2016年，奥尔瓦讷与临近的2个市镇合并为新市镇莫雷-卢万和奥尔瓦讷。

## 地理
卢万河畔莫雷（48°22'26"N, 2°48'54"E）面积4.94 平方千米，位于法国法蘭西島大區塞纳-马恩省，该省份为法国北部内陆省份，北起瓦兹省，西接埃松省、马恩河谷省、塞纳-圣但尼省和瓦兹河谷省，南至卢瓦雷省，东南接约讷省，东临马恩省和奥布省，东北接埃纳省。
与卢万河畔莫雷接壤的市镇（或旧市镇、城区）包括：圣马梅、埃屈埃勒、埃皮西、卢万河畔蒙蒂尼、枫丹白露、沃讷-莱萨布隆。

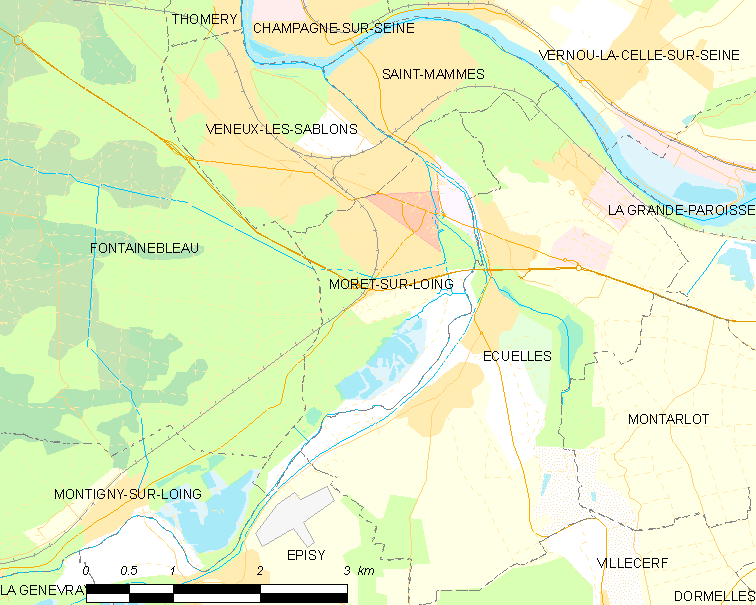
卢万河畔莫雷的OSM定位图

卢万河畔莫雷的时区为UTC+01:00、UTC+02:00（夏令时）。

## 行政
卢万河畔莫雷的邮政编码为77250，INSEE市镇编码为77316。

## 政治
卢万河畔莫雷所属的省级选区为蒙特罗福约讷县。

## 人口

1962-2008年间卢万河畔莫雷人口变化图示

卢万河畔莫雷于2018年1月1日时的人口数量为4188人。